# Hello World (álbum)
Hello World é o sexto álbum de estúdio da banda japonesa Scandal. O álbum foi lançado no dia 3 de dezembro de 2014, e estreou na 3ª posição na parada semanal da Oricon.

## Lista de faixas
| Regular Edition |                                        |         |  |
| N.º             | Título                                 | Duração |  |
| 1.              | "Image"                                | 04:26   |  |
| 2.              | "Your Song"                            | 03:43   |  |
| 3.              | "Love in Action"                       | 03:22   |  |
| 4.              | "Departure"                            | 04:40   |  |
| 5.              | "Graduation"                           | 04:23   |  |
| 6.              | "Yoake no Ryuuseigun"                  | 04:41   |  |
| 7.              | "Onegai Navigation"                    | 03:00   |  |
| 8.              | "Runners High"                         | 03:55   |  |
| 9.              | "Hon wo Yomu"                          | 03:34   |  |
| 10.             | "Kan Beer"                             | 04:01   |  |
| 11.             | "Winter Story"                         | 03:41   |  |
| 12.             | "Oyasumi"                              | 04:38   |  |
| 13.             | "Place of Life (feat. Tetsuya Komuro)" | 05:14   |  |

| DVD Edition |                                                         |         |  |
| N.º         | Título                                                  | Duração |  |
| 1.          | "Document video "Scandal Talking about 'Hellow World'"" |         |  |